# Albert Hopman
Albert Julius Emil Hopman (ur. 30 kwietnia 1865 w Olpe, zm. 14 marca 1942 w Berlinie) - niemiecki oficer Cesarskiej Marynarki Wojennej w stopniu wiceadmirała, uczestnik I wojny światowej. 

## Życiorys
Do Cesarskiej Marynarki Wojennej wstąpił w 1884 roku. Po awansie na pierwszy stopień oficerski został przydzielony do Departamentu Europy Wschodniej w Reichsmarineamt, w którym służył do 1897 roku. Następnie przeniesiony na stanowisko wykładowcy w Akademii Marynarki Wojennej w Kilonii. W 1900 roku uczestniczył w niemieckiej interwencji w Chinach w trakcie powstania bokserów. Po powrocie do Rzeszy, w latach 1901–1904 pracował w Departamencie Historii Wojskowości Urzędu Admiralicji. Podczas wojny rosyjsko-japońskiej został przydzielony do rosyjskiej Floty Oceanu Spokojnego w charakterze obserwatora. 12 grudnia 1908 roku został awansowany do stopnia komandora (niem. Kapitän zur See). W latach 1911–1915 był dowódcą Departamentu Centralnego w Ministerstwie Marynarki i służył bezpośrednio pod rozkazami wielkiego admirała Alfreda von Tirpitza. Po wybuchu I wojny światowej, w stopniu kontradmirała dowodził siłami rozpoznawczymi na Morzu Bałtyckim. W 1916 roku wysłany do Turcji, gdzie pełnił rolę doradcy w tureckim ministerstwie marynarki i sztabie admiralicji. 14 października 1917 roku awansowany do stopnia wiceadmirała. Po traktacie brzeskim został członkiem komisji kontroli żeglugi na Morzu Czarnym. W listopadzie 1918 roku, kiedy podpisany został rozejm w Compiègne objął funkcję komisarza do spraw rozejmu na Morzu Czarnym i Śródziemnym. W 1919 roku powrócił do Republiki Weimarskiej i wstąpił do Reichsmarine, a rok później przeszedł w stan spoczynku. Na emeryturze zajął się działalnością w Niemieckim Stowarzyszeniu Jachtów Motorowych, którego został prezesem.

## Odznaczenia
Odznaczenia admirała Hopmana to między innymi:
- Order Orła Czerwonego II klasy z mieczami i koroną na wstędze wojennej
- Order Orła Czerwonego III klasy z koroną i mieczami na pierścieniu (Prusy)
- Order Orła Czerwonego IV klasy z mieczami i koroną
- Order Królewski Korony II klasy
- Krzyż Żelazny I klasy
- Odznaka za Służbę Wojskową
- Komandor II klasy Orderu Lwa Zeryngeńskiego (Badenia)
- Oficer Orderu Zasługi Wojskowej z mieczami (Bawaria)
- Komandor II klasy Orderu Henryka Lwa (Brunszwik)
- Bremeński Krzyż Hanzeatycki (Brema)
- Hamburski Krzyż Hanzeatycki (Hamburg)
- Lubecki Krzyż Hanzeatycki (Lubeka)
- Komandor II klasy Orderu Alberta z mieczami (Saksonia)
- Komandor II klasy Orderu Fryderyka
- Kawaler Orderu Świętego Karola (Monako)
- Order Świętej Anny II klasy z mieczami (Imperium Rosyjskie)
- Order Świętego Stanisława II klasy (Imperium Rosyjskie)
- Komandor Orderu Miecza (Szwecja)
- Order Simona Bolivara III klasy (Wenezuela)